# Anton Huber (Segler)
Anton Huber war ein deutscher Regattasegler.

## Werdegang
Anton Huber wurde bei den Olympischen Spielen 1928 in Amsterdam in der Regatta in der 6-Meter-Klasse Neunter. Zur Crew der Pan gehörten zudem Oswald Thomsen, Erich Laeisz, Carl Wentzel und Hans Paschen.